# Ecaterina Bențe
Ecaterina (Terezia) Bențe (n.  24 noiembrie 1939, Satu Mare -- d, ?) a fost un demnitar comunist român de origine maghiară. Ecaterina Bențe a fost membru de partid din 1959.